# USS Pompano (SS-181)
USS Pompano (SS-181) là một tàu ngầm lớp Porpoise được Hải quân Hoa Kỳ chế tạo vào giữa thập niên 1930. Nó là chiếc tàu chiến thứ hai và là chiếc tàu ngầm đầu tiên của Hải quân Hoa Kỳ được đặt cái tên này, theo tên chi cá pompano trong họ Cá khế. Nó đã phục vụ trong Chiến tranh Thế giới thứ hai, thực hiện tổng cộng bảy chuyến tuần tra và đánh chìm năm tàu Nhật Bản với tổng tải trọng 21.443 tấn. Con tàu bị mất tích trong chuyến tuần tra cuối cùng vào tháng 9, 1943 tại vùng biển phía Bắc Honshū, có thể do trúng thủy lôi hoặc bởi máy bay và tàu chiến đối phương. Pompano được tặng thưởng bảy Ngôi sao Chiến trận do thành tích phục vụ trong Thế Chiến II.

## Thiết kế và chế tạo
Lớp tàu ngầm Porpoise Kiểu P-5 có thiết kế được dựa trên Kiểu P-3 do hãng Electric Boat phát triển, vốn được Hải quân Hoa Kỳ đánh giá là tốt hơn so với Kiểu P-1 do Xưởng hải quân Portsmouth phát triển. Chúng có cấu trúc vỏ kép một phần với hai đầu là vỏ đơn, một phiên bản hoàn thiện hơn của chiếc USS Dolphin (SS-169). Những chiếc được đóng bởi các Xưởng hải quân Portsmouth và Mare Island là những tàu ngầm Hoa Kỳ cuối cùng còn sử dụng kết cấu bằng đinh tán cho một phần con tàu, là nguyên nhân gây ra sự rò rỉ nhiên liệu khi hoạt động trong chiến tranh; những chiếc do Electric Boat đóng và mọi lớp tàu ngầm sau này đều áp dụng kỹ thuật hàn cho toàn bộ cấu trúc con tàu.
Pompano dài khoảng 300 foot (91 m) và trọng lượng choán nước khi lặn khoảng 1.998 tấn Anh (2.030 t), với một cấu trúc thượng tầng tháp chỉ huy lớn và cồng kềnh. Tốc độ tối đa chỉ đạt khoảng 18 hải lý trên giờ (33 km/h) để duy trì độ bền cho động cơ, nhưng một cải tiến nhằm chứa dầu FO trong các thùng dằn chính đã giúp tăng gần gấp đôi tầm xa hoạt động, giúp chúng có thể hoạt động tuần tra đến tận các đảo chính quốc Nhật Bản. Vũ khí trang bị chính ban đầu chỉ có sáu ống phóng ngư lôi 21 in (530 mm), gồm bốn ống trước mũi và hai ống phía đuôi, cùng một hải pháo 3 inch/50 caliber trên boong tàu và hai súng máy M1919 Browning .30-caliber (7,62 mm).

### Trục trặc liên quan đến động cơ H.O.R.
Sáu chiếc Kiểu P5 trang bị ba cấu hình động cơ disel từ những nhà sản xuất khác nhau, trong đó chỉ riêng Pompano được trang bị động cơ H.O.R. (Hooven-Owens-Rentschler) 8-xy lanh, là phiên bản nguyên mẫu được sản xuất nhượng quyền từ động cơ phụ MAN trang bị trên tàu tuần dương hạng nhẹ Leipzig. Do khoảng trống rất giới hạn trên một tàu ngầm, kiểu động cơ này được ưa chuộng vì gọn gàng. Tuy nhiên động cơ trang bị cho Pompano là một thất bại hoàn toàn, bị rung động nặng do mất cân bằng bên trong và mắc phải những lỗi khác ngay lần chạy thử máy đầu tiên khi vừa rời Xưởng hải quân Mare Island.
Con tàu bị bỏ không trong tám tháng cho đến năm 1938, khi được thay thế bằng kiểu động cơ H.O.R. 9-xy lanh, một biến thể khác của cùng thiết kế này. Nó khắc phục phần nào sự rung động, nhưng vẫn bị đánh giá là không đạt yêu cầu. Cuối cùng Pompano được thay thế bằng động cơ Fairbanks-Morse Kiểu 38D8⅛, vào năm 1942. Kiểu động cơ H.O.R. 9-xy lanh được hãng Electric Boat trang bị trên những  tàu ngầm lớp Salmon và   Sargo sau này đều được thay thế bằng động cơ General Motors Kiểu 16-248 hai thì 16-xy lanh.

### Chế tạo
Pompano được đặt lườn tại Xưởng hải quân Mare Island ở Vallejo, California vào ngày 14 tháng 1, 1936. Nó được hạ thủy vào ngày 11 tháng 3, 1937, được đỡ đầu bởi bà Isaac I. Yates, và được cho nhập biên chế cùng Hải quân Hoa Kỳ vào ngày 12 tháng 6, 1937 dưới quyền chỉ huy của Hạm trưởng, Thiếu tá Hải quân L. S. Parks.

## Lịch sử hoạt động

### 1937 - 1941
Trong những năm trước chiến tranh, hoạt động dọc theo vùng bờ Tây Hoa Kỳ từ căn cứ San Francisco, California. Pompano đang trên đường hướng sang vùng biển quần đảo Hawaii khi Hải quân Đế quốc Nhật Bản bất ngờ tấn công căn cứ Trân Châu Cảng vào ngày 7 tháng 12, 1942, khiến chiến tranh bùng nổ tại Mặt trận Thái Bình Dương.

### 1942

#### Chuyến tuần tra thứ nhất
Khởi hành từ Trân Châu Cảng vào ngày 18 tháng 12, 1941 cho chuyến tuần tra đầu tiên, Pompano chủ yếu hoạt động trinh sát tại khu vực quần đảo Marshall chuẩn bị cho đợt không kích của các tàu sân bay Hoa Kỳ. Một máy bay của Enterprise (CV-6) đã ném bom nhầm vào nó vào ngày 20 tháng 12, nhưng chiếc tàu ngầm không bị hư hại gì. Nó tiếp tục đi đến áp sát đảo Wake vào ngày 1 tháng 1, 1942 để tiếp tục trinh sát. Nó gặp trục trặc động cơ H.O.R. vào ngày 8 tháng 1, nhưng tiếp tục trinh sát đảo Bikar cùng nhiều đảo khác trong khu vực.
Tại lối ra vào cảng Wotje vào ngày 12 tháng 1, Pompano phóng ngư lôi tấn công một tàu buôn được bốn tàu hộ tống bảo vệ, và đánh trúng được hai quả, nhưng không thể xác nhận chiến công này. Năm ngày sau đó, nó lại phóng hai quả ngư lôi tấn công một tàu hộ tống, nhưng các quả ngư lôi bị kích nổ sớm. Khi đối phương quay lại phản công, chiếc tàu ngầm đợi cho khoảng cách rút ngắn còn 1.000 yd (910 m) để phóng hai quả ngư lôi tấn công trực diện, nhưng đều bị trượt. Đợt phản công bằng mìn sâu của đối phương cũng kém chính xác. Sau khi tiếp tục trinh sát đảo Maloelap, nó rời khu vực vào ngày 24 tháng 1 để kết thúc chuyến tuần tra, về đến Trân Châu Cảng vào ngày 31 tháng 1.

#### Chuyến tuần tra thứ hai
Trong chuyến tuần tra thứ hai từ ngày 20 tháng 4 đến ngày 18 tháng 6 tại vùng biển ngoài khơi các đảo chính quốc Nhật Bản, Pompano được nạp thêm nhiên liệu tại Midway và đi đến khu vực tuần tra vào ngày 7 tháng 5. Dọc theo tuyến hàng hải về phía Tây Okinawa và trong biển Hoa Đông, nó không tìm thấy mục tiêu phù hợp và chỉ phá hủy một thuyền buồm bằng hải pháo vào ngày 24 tháng 5. Sang ngày hôm sau, nó truy đuổi một tàu buôn trong suốt bảy giờ trước khi phóng ngư lôi đánh chìm được chiếc Tokyo Maru (902 tấn) tại vị trí khoảng 70 nmi (130 km) về phía Tây Naha, Okinawa, tại tọa độ 27°03′B 127°03′Đ / 27,05°B 127,05°Đ. Đang trên đường chuyển đến hoạt động tại khu vực Đông Ấn thuộc Hà Lan vào ngày 30 tháng 5, nó bắt gặp một tàu buôn lớn được một tàu khu trục hộ tống. Chiếc tàu ngầm cơ động đón đầu và phóng ngư lôi ở khoảng cách chỉ có 750 yd (690 m), trúng đích hai phát  và đánh chìm được chiếc Atsuta Maru (7.983 tấn) hai giờ rưỡi sau đó, về phía Đông Okinawa, tại tọa độ 26°07′B 129°06′Đ / 26,117°B 129,1°Đ.
Sắp cạn nhiên liệu và không thể tiếp nhiên liệu tại Midway do một trận chiến lớn sắp diễn ra tại đây, Pompano bắt đằu hành trình rút lui về Trân Châu Cảng. Dù vậy nó vẫn phá hủy một tàu hơi nước nhỏ bằng hải pháo vào ngày 3 tháng 6, rồi hai ngày sau tiếp tục đánh chìm một tàu đánh cá nhỏ. Khi có tin tức về việc Hải quân Đế quốc Nhật Bản gặp thất bại tại Midway đang trên đường rút lui, chiếc tàu ngầm đã phục kích dọc tuyến đường quay về chính quốc Nhật Bản, nhưng đã không bắt gặp mục tiêu. Nó ghé đến Midway vào ngày 13 tháng 6 để tiếp nhiên liệu, trước khi về đến Trân Châu Cảng vào ngày 18 tháng 6, nơi nó được tái trang bị.

#### Chuyến tuần tra thứ ba
Lên đường vào ngày 19 tháng 7 cho chuyến tuần tra thứ ba, tại vùng biển ngoài khơi các đảo chính quốc Nhật Bản, Pompano đi đến khu vực hoạt động vào ngày 3 tháng 8, bắt đầu tuần tra cách bờ biển khoảng 4 nmi (7,4 km). Vào nữa đêm ngày 7 tháng 8, nó phóng bốn quả ngư lôi tấn công một tàu buôn nhưng tất cả đều bị trượt. Hai ngày sau nó bị một tàu khu trục tấn công bằng hải pháo và sau đó là mìn sâu, khiến chiếc tàu ngầm bị ngập nước phòng động cơ, chạm đáy biển làm hư hại vòm sonar, và ắc quy gần cạn hết điện trước khi thoát khỏi đợt tấn công.  Đến giữa trưa ngày 12 tháng 8, nó đang tiếp cận một tàu buôn khi một tàu khu trục đối phương xen vào ngay tầm bắn. Chiếc tàu ngầm lập tức phóng một loạt hai quả ngư lôi, và đánh trúng cả hai, và cho là cả hai đều bị đắm; tuy nhiên tài liệu thu được sau chiến tranh không thể xác nhận chiến công này. 
Một đợt tấn công khác vào ngày 21 tháng 8 đã không đêm lại kết quả khi một tàu hộ tống tích cực truy đuổi khiến Pompano không thể áp sát ba tàu buôn. Đến sáng ngày 23 tháng 8, nó lại tấn công một tàu chở hành khách lớn, nhưng loạt ba quả ngư lôi phóng ra đều bị trượt, và đối phương phản công bằng hải pháo gắn trên boong. Đến đêm hôm đó nó lại đụng độ một tàu khu trục ở khoảng cách 7.000 yd (6.400 m), nhưng không thể tấn công vì bị đối phương phát hiện và tấn công bằng mìn sâu. Trên đường quay trở về Midway, tại vị trí cách Tokyo 500 dặm (800 km), nó phát hiện Tàu phụ trợ Hải quân số 153 và trồi lên mặt nước để đánh phá bằng hải pháo, đánh chìm được đối thủ sau một giờ. Sang ngày hôm sau nó phát hiện một kính tiềm vọng, nhưng mục tiêu biến mất trước khi nó kịp tấn công. Kết thúc chuyến tuần tra, nó về đến Midway vào ngày 8 tháng 9, và đến Trân Châu Cảng bốn ngày sau đó.

### 1943

#### Chuyến tuần tra thứ tư
Một đợt đại tu tại Xưởng hải quân Mare Island, bao gồm việc trang bị động cơ diesel chính mới, kéo dài cho đến ngày 18 tháng 12, 1942. Quay trở lại Trân Châu Cảng, Pompano lên đường vào ngày 16 tháng 1, 1943, bắt đầu chuyến tuần tra thứ tư hướng đến khu vực quần đảo Marshall. Có mặt ngoài khơi Kwajalein vào sáng sớm ngày 25 tháng 1, nó tiến hành trinh sát khu vực này trước khi chuyển đến tuần tra lại khu vực Truk. Phát hiện một tàu chở dầu chỉ được một tàu vũ trang hộ tống vào ngày 30 tháng 1, nó phóng ngư lôi gây hư hại chiếc tàu chở dầu. Một tàu chở dầu khác bị bắt gặp vào ngày 4 tháng 2, nhưng chỉ một quả ngư lôi phóng từ phía đuôi tàu trúng mục tiêu; đối phương bị hư hại nhưng quay trở về cảng an toàn.
Quay trở lại khu vực quần đảo Marshall, Pompano tìm thấy một tàu chở dầu khác vào sáng ngày 18 tháng 2, và đánh trúng mục tiêu với hai quả ngư lôi. Một lần nữa đối phương chỉ bị hư hại, và đợt phản công bằng mìn sâu buộc chiếc tàu ngầm phải lẫn tránh cho đến khi chiếc tàu chở dầu chạy thoát. Sau khi tiến hành trinh sát các đảo Rongerik, Rongelap và Bikini, nó quay trở về căn cứ, và thả neo tại Midway vào ngày 28 tháng 2. 

#### Chuyến tuần tra thứ năm
Rời Midway vào ngày 19 tháng 3 để hướng đến khu vực Tokyo, trong suốt chuyến tuần tra thứ năm kéo dài 26 ngày, Pompano trải qua hai phần ba thời gian đối phó với thời tiết bất lợi và chỉ bắt gặp bốn mục tiêu đáng kể. Một trong số đó là tàu sân bay Shōkaku, mục tiêu mà chiếc tàu ngầm nhắm đến khi phóng một loạt sáu quả ngư lôi từ khoảng cách 4.000 yd (3.700 m). Pompano tự nhận đã gây hư hại cho mục tiêu 28.900 tấn này, nhưng tài liệu thu được từ phía Nhật Bản sau chiến tranh không thể xác nhận. Chiếc tàu ngầm chỉ tấn công thêm một mục tiêu khác trước khi quay trở về vào ngày 5 tháng 5, và đến Trân Châu Cảng năm ngày sau đó.

#### Chuyến tuần tra thứ sáu
Pompano rời Trân Châu Cảng vào ngày 6 tháng 6 cho chuyến tuần tra thứ sáu tại vùng biển ngoài khơi Nagoya. Sau khi ghé đến Midway để tiếp thêm nhiên liệu, nó đi đến khu vực tuần tra vào ngày 19 tháng 6 để hoạt động dọc các tuyến hàng hải. vào ngày 4 tháng 7, nó phóng bồi hai quả ngư lôi vào một tàu bị mắc cạn do trúng ngư lôi trước đó bởi tàu ngầm Harder (SS-257). Sang ngày hôm sau, nó bắt gặp một đoàn tàu vận tải và phóng bốn quả ngư lôi nhưng không trúng đích. Đến ngày 7 tháng 7, nó đụng độ hai tàu khu trục và đã phóng ba quả ngư lôi vào mỗi mục tiêu nhưng tất cả đều bị trượt. Hai ngày sau đó, nó tấn công một đoàn tàu vận tải ba chiếc từ khoảng cách xa, nhưng cũng không có kết quả. Đến ngày 10 tháng 7, một tàu chở dầu lại chạy thoát khi hai quả ngư lôi Mark XIV chạy loạn xạ. Hai quả ngư lôi cuối cùng của Pompano tấn công một tàu buôn ở khoảng cách xa bị trượt mục tiêu. Chỉ một thuyền buồm bị đánh chìm bằng hải pháo vào ngày 17 tháng 7 trước khi chiếc tàu ngầm kết thúc chuyến tuần tra tại Midway vào ngày 28 tháng 7.

#### Chuyến tuần tra thứ bảy
Lên đường vào ngày 20 tháng 8 cho chuyến tuần tra thứ bảy, Pompano hướng đến vùng biển ngoài khơi Hokkaidō và Honshū. Trong chuyến tuần tra sau cùng này, nó đã lần lượt đánh chìm hai tàu buôn: Akama Maru (5.600 tấn) vào lúc 16 giờ ngày 3 tháng 9 tại tọa độ 41°00′B 144°34′Đ / 41°B 144,567°Đ, và Taiko Maru (2.958 tấn) vào ngày 25 tháng 9, tại tọa độ 41°30′B 139°00′Đ / 41,5°B 139°Đ, rồi sau đó mất tích. Khi con tàu không quay trở về căn cứ theo hạn định, nó được cho là đã mất và bị rút tên khỏi danh sách Đăng bạ Hải quân vào ngày 12 tháng 1, 1944.
Nguyên nhân chính thức khiến Pompano bị mất có thể do nó trúng thủy lôi. Tài liệu phía Nhật Bản cho biết một tàu ngầm có thể đã bị đánh chìm vào ngày 17 tháng 9 do không kích ngoài khơi tỉnh Aomori gần Shiriya Zaki; đây là giả thuyết cần xem xét vì đây là khu vực tuần tra của Pompano, và không có tàu ngầm nào khác hoạt động trong khu vực. Một thủy phi cơ tuần tra đặt căn cứ tại Ominato đã tấn công một tàu ngầm trên mặt biển, mục tiêu bắn trả rồi lặn xuống. Sau đó các tàu rải mìn Ashizaki và Ishizaki đã thả mìn sâu xuống một vị trí có vệt dầu loang, khiến có thêm nhiều dầu nổi lên. Hoạt động này rất có thể là nguyên nhân khiến Pompano bị mất.

## Phần thưởng
Pompano được tặng thưởng bảy Ngôi sao Chiến trận do thành tích phục vụ trong Thế Chiến II. Nó được ghi công đã đánh chìm năm tàu Nhật Bản với tổng tải trọng 21.443 tấn.
|  |                                         |  |
|  | Silver star · Bronze star · Bronze star |  |

| Dãi băng Hoạt động Tác chiến  |                                                                         |                                      |
| Huân chương Chiến dịch Hoa Kỳ | Huân chương Chiến dịch Châu Á-Thái Bình Dương với 7 Ngôi sao Chiến trận | Huân chương Chiến thắng Thế Chiến II |